# Lago Cari Laufquén Grande
Lago Cari Laufquén Grande är en sjö i Argentina.   Den ligger i provinsen Río Negro, i den sydvästra delen av landet, 1 200 km sydväst om huvudstaden Buenos Aires. Lago Cari Laufquén Grande ligger 783 meter över havet. Arean är 30 kvadratkilometer. Den sträcker sig 13,1 kilometer i nord-sydlig riktning, och 6,5 kilometer i öst-västlig riktning.
Omgivningarna runt Lago Cari Laufquén Grande är i huvudsak ett öppet busklandskap. Trakten runt Lago Cari Laufquén Grande är nära nog obefolkad, med mindre än två invånare per kvadratkilometer.